# Аравійське море
Аравійське море (англ. Arabian Sea) — напівзамкнене окраїнне море Індійського океану, між півостровами Сомалі, Аравійським та Індостан. Омиває береги Ємену, Оману, ОАЕ, Ірану, Пакистану, Індії, Джибуті, Сомалі. Площа 3683 тис. км². Середня глибина 2734 м, найбільша — 5203 м. Об'єм води 10 070 тис. км³. Солоність морської води досить висока — 35,8-36,5 ‰.

## Назва
Аравійське море у різні часи було відоме європейським та азійським мореплавцям під різними назвами: Еритрейське, Сіндху Сагар (море Сіндху), Зелене, Оманське, Перське та Індо-Арабське море.

## Фізико-географічне положення

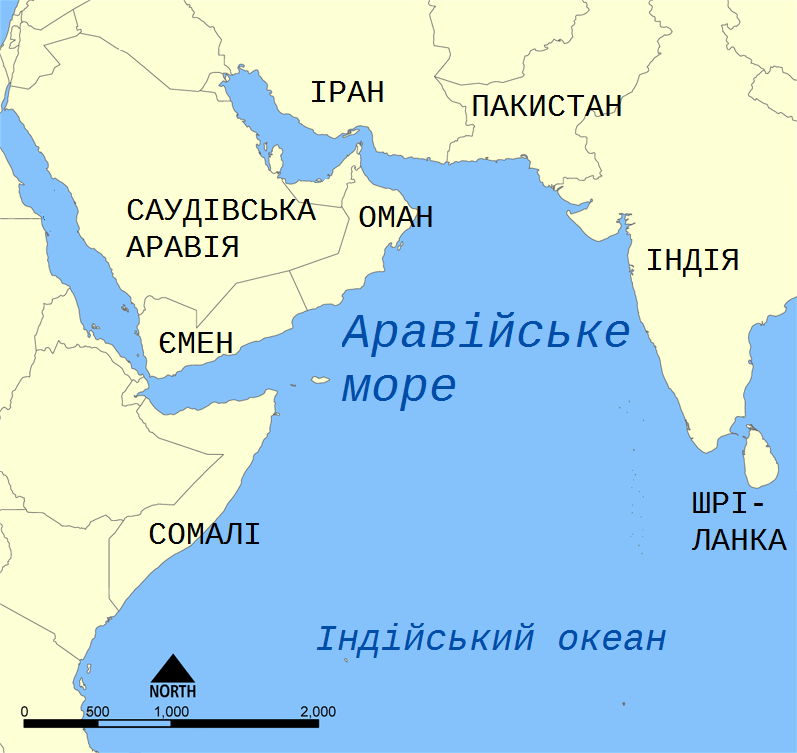
Аравійське море

### Острови
Островів мало, усі вони розташовані поблизу берегів. Найбільші групи островів: Сокотра, Лаккадівські.

### Береги
Береги високі, скелясті, місцями низовинні дельтові, місцями зручні бухти й затоки. Найбільші затоки:
- Аденська затока на заході, сполучається Баб-ель-Мандебською затокою з Червоним морем;
- Оманська затока на північному заході, сполучається Ормузькою протокою з Перською затокою
- Кач на північному сході;
- Камбейська затока на північному сході.

### Річковий стік
Найбільшою річкою басейну Аравійського моря є Інд, що впадає на північному сході.

## Геологія і рельєф дна

### Тектоніка
Характер залягання гірських порід земної кори в Аравійському морі, закономірність поєднань та взаємодії її структурних елементів різного порядку, від дрібних складок та розривів — до розломів, викликають досить сильні землетруси. Так, 01 березня 2024 року, о 19:29:45 (за київським часом), Головним центром спеціального контролю ДКАУ зареєстровано дуже сильний землетрус магнітудою 5,9 балів (за шкалою Ріхтера) з району розлому Оуена, Аравійське море, гіпоцентр якого залягав на глибині 10 км.

## Клімат
Східна і південна акваторія моря лежать в субекваторіальному, а північна і західна — в тропічному кліматичному поясі. Умовна межа проходить по лінії від Африканського рогу до дельти Інду. У східній частині влітку переважають екваторіальні повітряні маси, взимку — тропічні. Сезонні амплітуди температури повітря незначні. У літньо-осінній період часто формуються тропічні циклони. Західна частина моря знаходиться під впливом тропічних повітряних мас. Це жарка посушлива зона з великими добовими амплітудами температури повітря. Сезонний хід температури повітря чітко відстежується. Переважають пасатні вітри. У теплий сезон утворюються тропічні циклони. Атмосферні опади: на заході в умовах тропічного клімату 25-125 мм на рік; на сході — до 3000 мм.

### Зима
Зима — ясна, суха.

### Літо
Літо — хмарне, дощове, з штормовими вітрами і тропічними циклонами (квітень — листопад).

## Гідрологія

### Температура води
Температура води від +22 +29 °C.

### Водні маси
Під впливом глибинних вод Червоного моря і Перської затоки в Аравійському морі на глибинах до 1500 м температура морської води перевищує +5 °C, солоність — більша за 35,0 ‰.

### Морські течії
Течії в поверхневому шарі спрямовані взимку на південний захід, в північній частині моря утворюється антициклональний колообіг; влітку — на північний схід, в північній частині моря — циклональний колообіг.

### Припливи й хвилювання
Припливи — неправильні, подобові (до 5,1 м).

## Гідрохімія

### Солоність
Солоність — 35,8—36,5 ‰.

## Біологія
В акваторії моря виділяють наступні екорегіони в індо-західнотихоокеанській морській зоогеографічній провінції: Аденської, Перської і Оманської заток, східноаравійське і західноіндійське узбережжя, район Мальдівських островів.
З зоогеографічного погляду донна фауна континентального шельфу й острівних мілин до глибини 200 м належить до індо-західнопацифічної області тропічної зони.
Водяться дюгонь, летючі риби, тунець, меч-риба, оселедці, вітрильники.

## Господарське використання

### Порти
Порти: Мумбаї (Бомбей), Карачі, Абадан, Аден.

### Рибальство
Розвинуте рибальство (тунець, меч-риба та інша).